# Ligardes
Ligardes é uma comuna francesa na região administrativa de Occitânia, no departamento de Gers. Estende-se por uma área de 11,3 km². Em 2010 a comuna tinha 220 habitantes (densidade: 19,5 hab./km²).

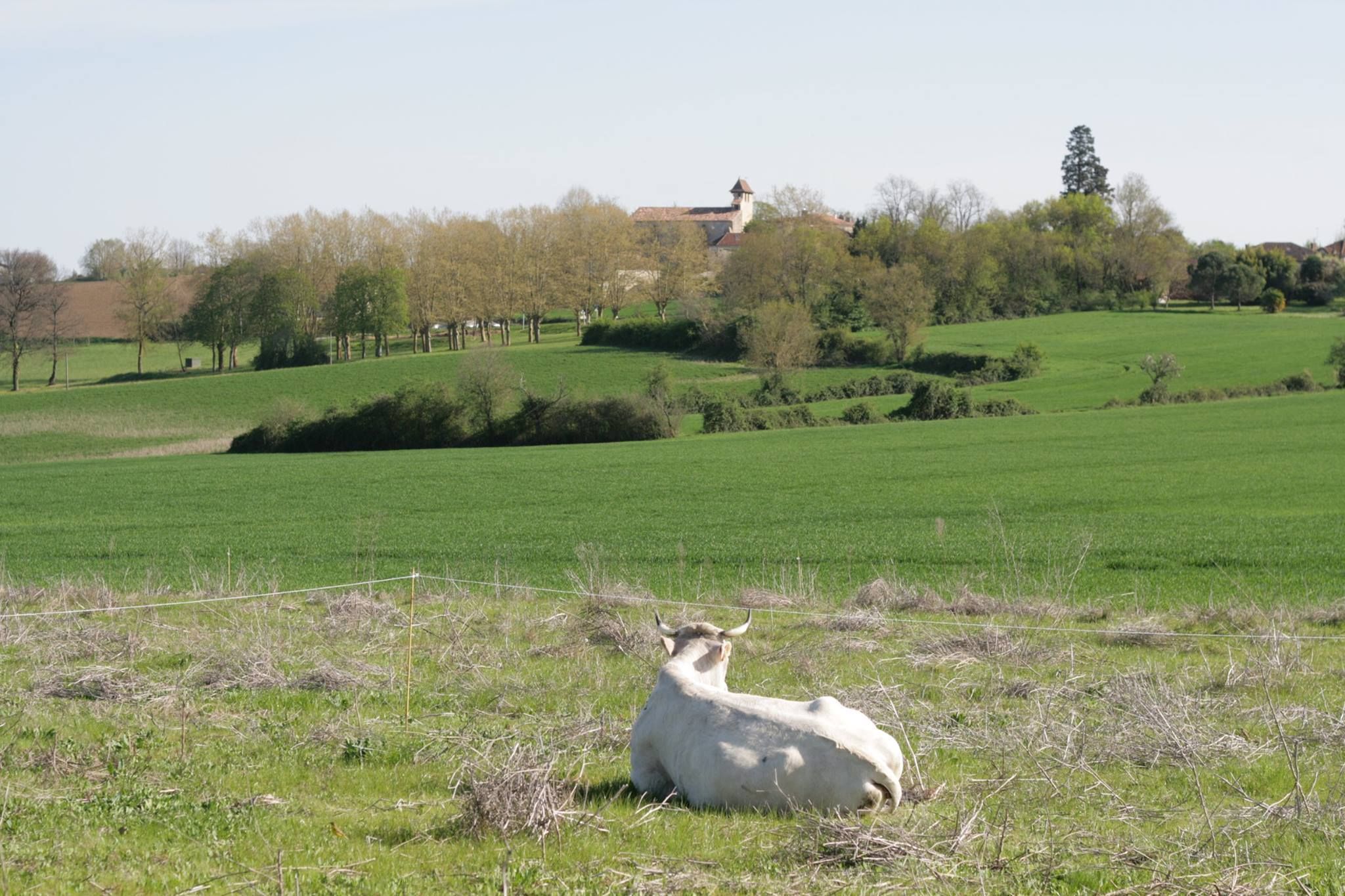
Ligardes